# Dichocrocis fluminalis
Dichocrocis fluminalis là một loài bướm đêm trong họ Crambidae.